# Wilhelm Kröger (Politiker, 1904)
Wilhelm Heinrich Karl Kröger  (* 28. Februar 1904 in Hamburg; † 16. April 1991) war ein deutscher Jurist und Politiker (SPD).

## Leben

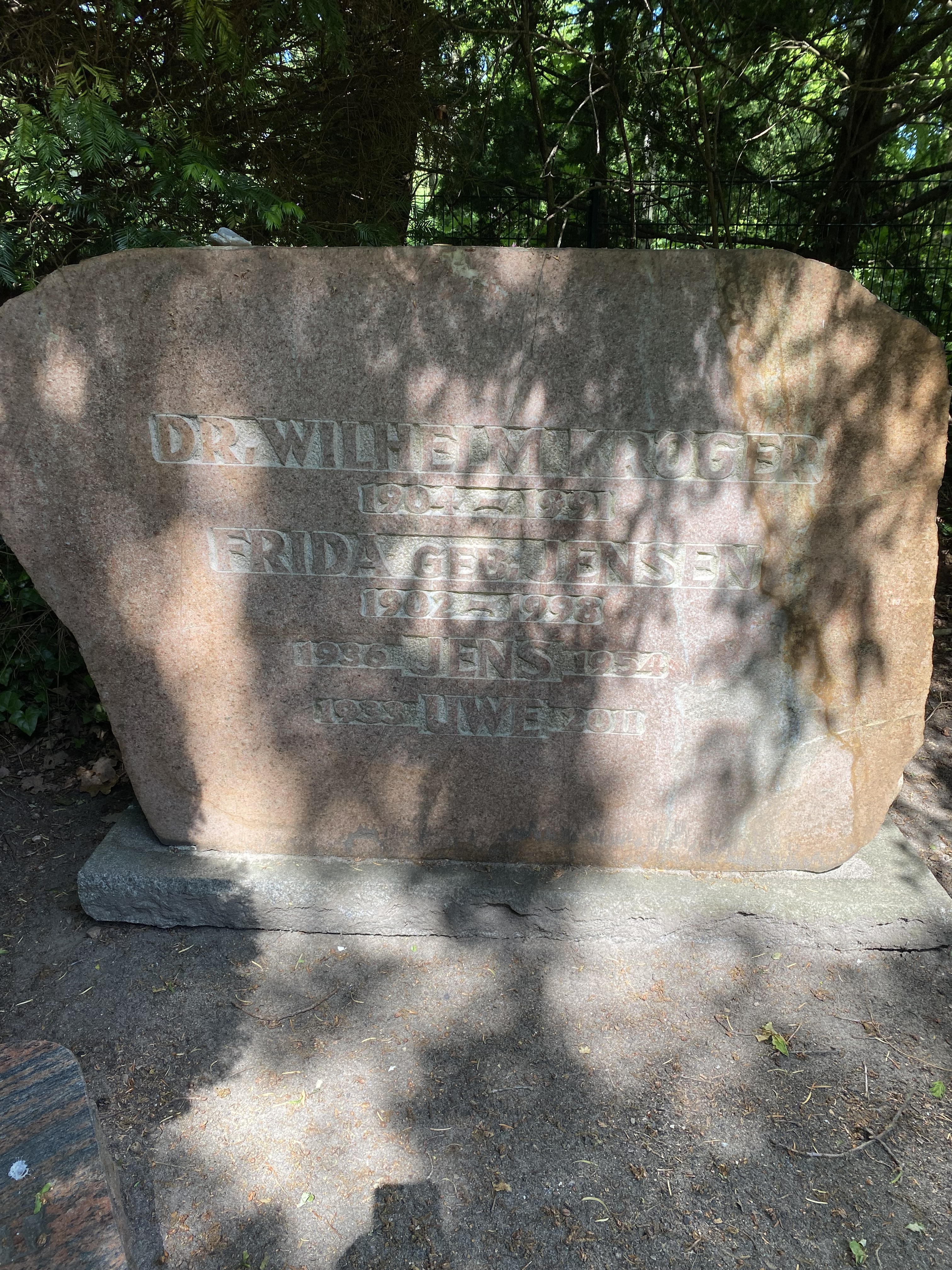
Grabstätte auf dem Friedhof Blankenese

Kröger wurde als Sohn eines Arbeiters geboren. Nach dem Besuch der Volksschule und dem Abschluss der Selekta 1918 absolvierte er zunächst eine Elektrikerlehre. Ab 1924 belegte er einen Abiturientenkurs in Altona, den er 1929 mit der Reifeprüfung beendete. Im Anschluss absolvierte er ein Studium der Rechts- und Staatswissenschaften an der Universität Hamburg. Im Dezember 1932 bestand er das Erste Juristische Staatsexamen und nach dem Referendariat beendete er sein Studium mit dem Zweiten Juristischen Staatsexamen. 1934 wurde er mit dem Dissertationsthema Die Vollstreckung des Urteils auf Vornahme nicht vertretbarer Handlungen, einschließlich der Abgabe von Willenserklärungen zum Doktor der Rechte promoviert. Später war er als Rechtsanwalt tätig.
Kröger trat in die SPD ein und rückte am 18. August 1948 als Abgeordneter in die Hamburgische Bürgerschaft nach, der er bis zum Ablauf der vierten Legislaturperiode 1961 angehörte. Unter dem Ersten Bürgermeister Max Brauer war er von 1950 bis 1953 Senator der Gefängnisbehörde und von 1957 bis 1961 Senator der Polizeibehörde und für Bezirksverwaltung. 1960 sollte die 12. Generalversammlung des PEN Deutschland in Hamburg stattfinden. Ziel war eine weitere Zusammenarbeit der Schriftsteller aus Ost und West. Als die Gäste bereits angereist waren, verbot Kröger die Veranstaltung und wirkte auf die Universität und Hotels ein, Raumzusagen aufzukündigen. Die geplanten Diskussionen kamen nicht zustande.
Seine letzte Ruhestätte erhielt Wilhelm Kröger auf dem Friedhof Blankenese.